# Любська
Любська (пол. Lubska, нім. Laubsky) — село в Польщі, у гміні Вількув Намисловського повіту Опольського воєводства.
Населення — 221 особа (2011).

## Демографія
Демографічна структура станом на 31 березня 2011 року:
|          | Загалом | Допрацездатний вік | Працездатний вік | Постпрацездатний вік |
| -------- | ------- | ------------------ | ---------------- | -------------------- |
| Чоловіки | 106     | 28                 | 71               | 7                    |
| Жінки    | 115     | 25                 | 68               | 22                   |
| Разом    | 221     | 53                 | 139              | 29                   |